# Jafa
Jafa, també escrita Joppa, Ioppe, Yafo o Japho —àrab: يافا, Yāfā; hebreu: יפו, Yāfō‎— és la part més antiga i meridional de Tel-Aviv-Yafo, així com una antiga ciutat portuària a Palestina. Des de 1950 forma part de l'entitat municipal de Tel-Aviv.

## Història

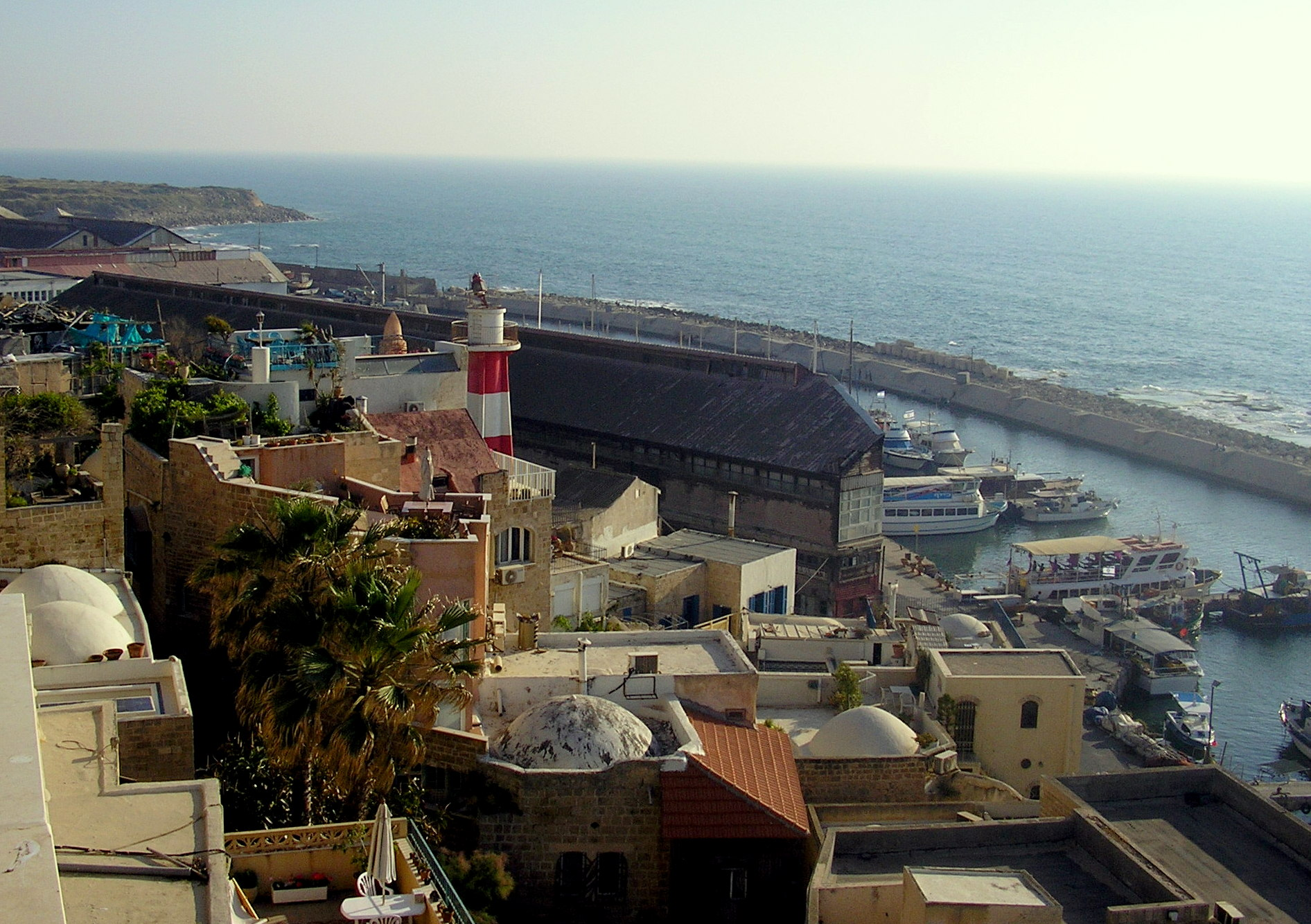
Port de Jafa

Tuthmosis III va ocupar Y-pw a Canaan al segle xv aC i fou capital provincial amb el Nou Imperi. Va passar als filisteus i als texts fenicis apareix com Y.p.y. En el repartiment de territoris entre les tribus israelites que ocupaven el Canaan era al límit nord dels territoris de Dan, a la costa i era l'únic port dels jueus (fins que Herodes el Gran va construir el port de Cesarea de Palestina). Pel port de Jafa el rei Ahiram de Tir feia portar la fusta per al rei Salomó que feia servir per a la construcció del temple de Jerusalem. Judes Macabeu la va incendiar en represàlia per un acte dels habitants contra els jueus. Jonatan Macabeu la va ocupar però no la va poder conservar i fou després reconquerida per Simó Macabeu, que la va fortificar.
Pompeu el Gran la va annexionar a la província de Síria el 63 aC, però el 40 aC fou inclosa al regne d'Herodes el Gran, el qual va existir fins al 6 dC, constituït seguidament la província de Judea. L'Apòstol Pere hi va residir a casa de Simó el Baster. El port va començar a perdre importància en favor de Cesarea de Palestina. Durant la Gran Revolta Jueva (66-73) fou refugi de pirates i fou ocupada per Cesti Gal, qui va matar 8.400 habitants; Vespasià la va fer demolir, però després fou reconstruïda sense recuperar mai la importància anterior.
Sota Constantí el Gran fou seu d'un bisbat, i un bisbe de Joppa és esmentat com a participant en el concili de Jerusalem del 536. Fou ocupada pels musulmans d'Amr ibn al-As el 636 i fou coneguda després com a Jafa. Va restar com a port per Jerusalem però l'omeia Sulayman ibn Abd al-Malik va fundar una nova capital del jund de Filistin, al-Ramla a uns 20 km al sud-est. Des del 878 va estar en mans dels tulúnides però el 905 va tornar a sobirania califal; Djafar ibn Falah va conquerir Síria per compte del califa fatimita el 969, però els càrmates van començar a penetrar a la província de Filistin/Palestina i el 971 Hasan al-Asam van arribar davant Jafa on les tropes fatimites enviades pel general Djawhar ibn Abd Allah van quedar bloquejades i la ciutat fou ocupada pels càrmates; el 973 els càrmates van poder ser expulsats de Jafa i els fatimites la van recuperar; el 976 les tropes fatimites van ser derrotades pels càrmates i les forces del turc Alf Takin i es van haver de refugiar a Jafa.
El 1025 el governador fatimita de Síria i Palestina, al-Dizbiri, va instal·lar a Jafa (que estava aleshores ben fortificada) el seu quarter general contra els Banu l-Djarrah, als que va contenir i després va iniciar la reconquesta; el general turc Atsiz ibn Abak va conquerir Ramla el 1071 però no va poder ocupar ni Jafa ni Ascaló.
Durant les croades fou conquerida pels francs el 1099 i convertida en una senyoria del regne de Jerusalem (que des de 1153 va incloure Ascaló). Fou fortificada per Jofré de Bouillon el 1100; la senyoria generalment va estar governada per un membre de la família reial de Jerusalem tot i que fou reclamada per Daimbert de Pisa, el patriarca de Jerusalem. Els fatimites dirigits pel visir al-Àfdal Kutayfat la van atacar el 1101, 1105, 1113, i 1115, sense èxit. Després de l'assassinat d'al-Afdal el califa al-Amir la va atacar el 1122 però fou rebutjat; un nou atac del califa el 1123 fou igualment rebutjat quan els venecians van destruir la flota egípcia. Perduda el 1187 després de la batalla d'Hattin, quan les ciutats del regne es van rendir massivament, i Jafa ho va fer a Malik al-Adil, el germà de Saladí.
Fou reconquerida el 1191 a la tercera Croada per Ricard Cor de Lleó després de la batalla d'Arsuf com a pas previ de la reconquesta de Jerusalem que mai aconseguí fer realitat. Saladí la va assetjar el 1192 i va aconseguir la seva rendició però la ciutadella va resistir; Ricard va venir en ajut de la guarnició i va rebutjar als aiúbides. La treva d'al-Ramla va reconèixer Jafa als croats. No obstant el 1197 al-Malik al-Adil la va conquerir novament i va destruir les fortificacions; es diu que va matar 20.000 cristians. El 1198 fou recuperada per tropes de Saxònia i del Brabant, però les tropes es van retirar el 1199 i Malik al-Adil la va recuperar en un cop de mà. Després de la quarta Croada el 1204 la via fou retornada als francs. L'emperador Frederic II va restaurar les fortificacions el 1228 i Lluís IX de França ho va fer el 1250.
Va ser concedida per darrera vegada a la família Ibelin, vers 1250, i la van conservar fins al 1291. Fou atacada per Baybars I el 8 de març de 1268 de manera imprevista, i la va ocupar per un parell de dies; va destruir les fortificacions i les cases; va retornar als Ibelin fins al 1291 i després va passar als mamelucs com a part del districte de Ramla, un dels quatre del districte de Damasc, però després va passar al districte de Gaza. Va estar governada per mamelucs fins al 1335 quan governava Djamal al Din (nom il·legible a la inscripció) ibn Ishak. El 1336 el port fou destruït davant l'amenaça d'una croada organitzada pels reis d'Anglaterra i França, que podien desembarcar allí; el 1345 la vila fou destruïda per la mateixa raó.
Després de la batalla de Mardj Dabik (1516) Síria va passar als otomans. Jafa estava en ruïnes i no va començar a reviure fins a la segona meitat del segle xvii quan es van construir nous molls. Des de 1770 el paixà de Damasc va combatre durant anys contra Ali Bey i els seus partidaris amb els quals va disputar la ciutat. El 19 de maig de 1776 els mamelucs van perpetrar a la ciutat una terrible massacre.

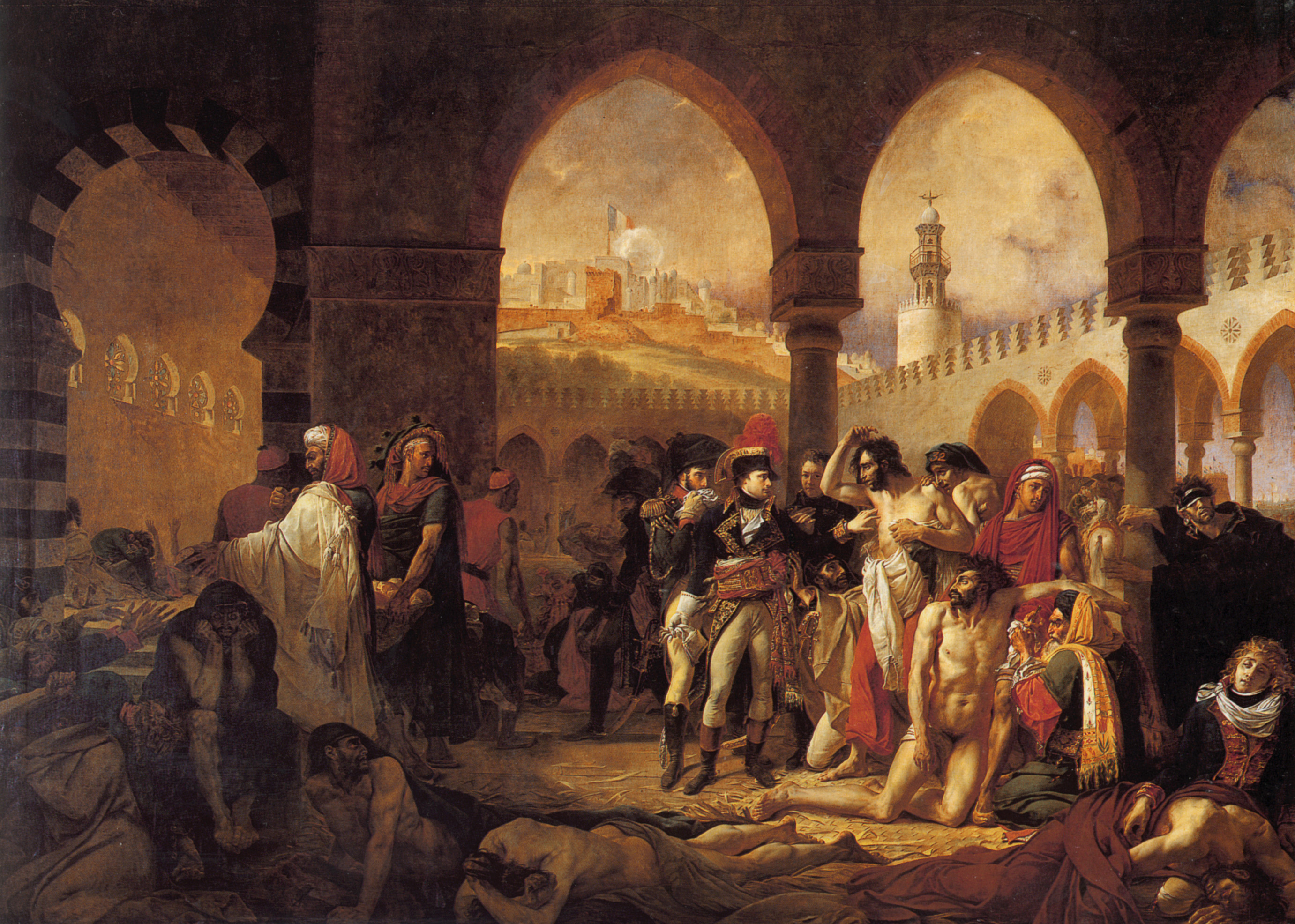
Bonaparte visitant els empestats de Jafa, al Museu del Louvre

El 6 de març de 1799 fou ocupada per Napoleó i els francesos van fer també una gran massacre quan 4.000 presoners foren afusellats a la vora del riu; la guarnició va entrar a la ciutat i tot seguit s'hi va declarar la pesta.
Ibrahim Paixà d'Egipte, fill de Muhàmmad Alí Paixà, va ocupar Jafa el 1831 i no va tornar a l'Imperi Otomà fins al 1840, dos anys després que un terratrèmol l'havia destruït parcialment. El 1870-1871 es van fundar al nord de la ciutat unes colònies protestants alemanyes de Wuttemberg (Temple-gesellschaft), anomenades Wilhelma i Sarona. Al sud de la ciutat hi havia algunes colònies agrícoles jueves. Els francesos van construir una línia fèrria de Jafa a Lydda i a Jerusalem el 1890-1892 sota concessió de l'Imperi Otomà (els britànics la van allargar després de 1917). El 1909 es va fundar un barri jueu anomenat Tel-Aviv (Turó de Primavera). Durant la I Guerra Mundial els otomans van deportar a tota la població de Jafa-Tel-Aviv per sospitar que eren probritànics. El general Edmund Allenby hi va entrar sense resistència el 16 de novembre de 1917 i la població va poder retornar. El maig de 1921 hi va haver disturbis antijueus. Poc després Tel-Aviv va ser separada de Jafa amb estatut municipal propi. En els anys següents el port fou afectat negativament pel creixement del de Haifa (1933) i la vaga política dels àrabs el 1936 que va obligar a tancar-lo un any li va provocar un cop molt fort.
Jafa era una ciutat cabdal en l'economia de Palestina fins a 1948. Centre del comerç agrícola del mediterrani oriental, exportava desenes de milions de caixes de cítrics, i una creixent industria i incipient sector turístic, donant milers de llocs de treball a la població local i dels voltants. Disposava també d'un destacat sector editorial, amb editorials i diaris.

### Ocupació i annexió
Tot i que el pla de partició de l'ONU estipulava que havia de ser una zona palestina, Israel decidí annexionar-la igualment. El 1948 va ser bombardejada pels israelians, que van fer fora els palestins, 80.000 a la ciutat i 40.000 a la rodalia, per tal d'apropiar-se de la ciutat i del cultiu de les taronges i colonitzar Palestina. Els ocupants protagonitzaren atacs, pillatge i destrucció de béns dels palestins en episodis que el mateix Ben Gurion qualificà d'"espectacle vergonyós i angoixant". 4.000 habitants palestins nadius aconseguiren romandre-hi, al barri d'al-Ajami, convertit en un guetto administrat per les autoritats militars israelianes, que en controlaven l'entrada i sortida, i els impedien l'educació, el treball i el contacte amb els seus familiars refugiats en altres parts de Palestina o del món àrab. L'administració militar hi durà fins als anys seixanta. Amb la Llei de Propietaris Absents, l'Estat d'Israel s'apropià de les terres i cases de tots els veïns palestins expulsats que estaven refugiats, també s'apropià dels comptes bancaris locals per valor de 1.500 milions de lliures palestines. El robatori i espoli de terres i propietats dels refugiats constituí una violació de la resolució 194 de l'Assemblea General de les Nacions Unides.
L'annexió a Tel-Aviv es va consumar el 1950 formant la municipalitat de Tel-Aviv-Yafo. el port de Jafa, en ruïnes i sense ús, fou tancat el 1965 i substituït pel port modern d'Ashdod una mica al sud. El 1994 la població del municipi de Tel-Aviv-Yafo era de 355.200 habitants, la majoria arribats d'arreu del món. Els noms originals àrabs dels carrers foren esborrats, gran part de l'antiga arquitectura àrab de la ciutat enderrocada, igual que les petites poblacions àrabs dels voltants, la història canviada en els libres escolars per esborrar tot el seu passat. Tanmateix, la població palestina mantingué i augmentà la seva presència al llarg dels anys vuitanta, amb l'arribada de nous habitants provinents de Galilea, i s'estengueren a altres barris de la ciutat més enllà d'Ajami, reobrint comerços, centres culturals i les esglésies i mesquites palestines, la població palestina arriba a més de 20.000 habitants. Des de final dels noranta i començament de dos mil,l'estat d'Israel començà una campanya de desnonaments i demolició de cases d'habitants palestins dels quals no reconeixia els títols de propietats, per tal de tornar a expulsar la població no jueva. Per altra banda, avui els palestins refugiats a Gaza, Cisjordània, Jordània i arreu del món amb arrels a Jafa són centenars de milers, que esperen el seu dret al retorn a la seva llar.

## Senyors de Jafa
- Roger de Rose vers 1100-?
- Gerard de Rose vers 1100-?
- Balduí I de Jerusalem 1100-1110
- Roger de Rose 1110-1117
- Hug I de Puiset 1117-1119
- Albert de Namur 1119-1122
- Hug II de Puiset 1122-1134

Pertany a la Corona de Jerusalem 1134-1151
- Melisenda de Jerusalem
- Amalric (després Amalric I de Jerusalem 1162-1174 i 1151-1162)

Pertany a la Corona de Jerusalem 1162-1176
- Balduí IV de Jerusalem
- Sibil·la 1176-1191
- Guillem de Montferrat Llarga Espasa (espòs) 1176-1180
- Guiu de Lusignan (espòs) 1180-1187

(Pertany a Egipte entre 1187 i 1192)
- Jofré de Lusignan 1192-1193(germà de Guiu)
- Amalric II (després Amalric II de Jerusalem 1197-1205 i 1193-1197)

(Pertany a Egipte entre 1197 i 1198)

Pertany a la Corona de Jerusalem 1198-1199

(Pertany a Egipte entre 1199 i 1204)

Pertany a la Corona de Jerusalem 1204-1221
- Maria de Montferrat 1205–1212
- Isabel II de Jerusalem 1212–1221, sota regència de Joan de Brienne
- Gualter de Brienne 1221-1250, nebot de Joan
- Joan d'Ibelin 1250-1266
- Jaume d'Ibelin 1266-1276
- Guiu d'Ibelin 1276-1291

(Pertany a Egipte el 1291)